# Presidenti della Provincia di Milano
Di seguito l'elenco dei presidenti della provincia di Milano.

## Regno d'Italia (1861-1946)

### Presidenti del Consiglio provinciale (1860-1927)
- Cesare Giulini della Porta (1860-1862)
- Andrea Lissoni (1863-1875)
- Guido Borromeo (1875-1883)
- Giuseppe Robecchi (1883-1898)
- Tullo Massarani (1898-1902)
- Pietro Carmine (1902-1913)
- Filippo Meda (1913-1920)
- Enrico Gonzales (1920-1923)
- Carlo Maria Maggi (1923-1925)
- Baldo Rossi (1925-1926)
- Carlo Maria Maggi (1926-1927)

### Presidenti della Deputazione (1889-1929)
| N° | Nome                                      | Nome                             | Mandato | Mandato | Partito | Partito                     |
| N° | Nome                                      | Nome                             | Inizio  | Fine    | Partito | Partito                     |
| -- | ----------------------------------------- | -------------------------------- | ------- | ------- | ------- | --------------------------- |
| 1  |                                           | Francesco Gorla                  | 1889    | 1899    |         | ?                           |
| 2  |                                           | Paolo Manusardi                  | 1899    | 1918    |         | ?                           |
| 3  |                                           | Edgardo De Capitani di Vimercate | 1918    | 1920    |         | ?                           |
| 4  |                                           | Nino Levi                        | 1920    | 1922    |         | Partito Socialista Italiano |
| 5  |                                           | Sileno Fabbri                    | 1922    | 1927    |         | Partito Nazionale Fascista  |
| –  | Sileno Fabbri (Commissario straordinario) | 1927                             | 1929    |         |         | Partito Nazionale Fascista  |

### Presidi del Rettorato (1929-1945)
| N° | Nome | Nome                                     | Mandato | Mandato | Partito | Partito                    |
| N° | Nome | Nome                                     | Inizio  | Fine    | Partito | Partito                    |
| -- | ---- | ---------------------------------------- | ------- | ------- | ------- | -------------------------- |
| 1  |      | Sileno Fabbri                            | 1929    | 1931    |         | Partito Nazionale Fascista |
| 2  |      | Jenner Mataloni                          | 1931    | 1935    |         | Partito Nazionale Fascista |
| 3  |      | Mario Belloni                            | 1935    | 1938    |         | Partito Nazionale Fascista |
| 4  |      | Franco Marinotti                         | 1938    | 1943    |         | Partito Nazionale Fascista |
| –  |      | Felice Vinci (Commissario prefettizio)   | 1943    | 1943    |         |                            |
| –  |      | Pietro Bottini (Commissario prefettizio) | 1943    | 1945    |         |                            |

## Repubblica Italiana (dal 1946)

### Presidenti della Deputazione (1945-1951)
| N° | Nome | Nome                       | Mandato | Mandato | Partito | Partito                     |
| N° | Nome | Nome                       | Inizio  | Fine    | Partito | Partito                     |
| -- | ---- | -------------------------- | ------- | ------- | ------- | --------------------------- |
| 1  |      | Luigi Fossati              | 1945    | 1946    |         | Partito Socialista Italiano |
| 2  |      | Giovanni Battista Migliori | 1946    | 1948    |         | Democrazia Cristiana        |
| 3  |      | Giordano Dell'Amore        | 1948    | 1951    |         | Democrazia Cristiana        |

### Presidenti eletti dal consiglio provinciale
| N° | Nome | Nome                | Mandato | Mandato | Partito | Partito                              |
| N° | Nome | Nome                | Inizio  | Fine    | Partito | Partito                              |
| -- | ---- | ------------------- | ------- | ------- | ------- | ------------------------------------ |
| 1  |      | Giordano Dell'Amore | 1951    | 1952    |         | Democrazia Cristiana                 |
| 2  |      | Adrio Casati        | 1952    | 1965    |         | Democrazia Cristiana                 |
| 3  |      | Erasmo Peracchi     | 1965    | 1974    |         | Democrazia Cristiana                 |
| 4  |      | Mario Bassani       | 1974    | 1975    |         | Democrazia Cristiana                 |
| 5  |      | Roberto Vitali      | 1975    | 1980    |         | Partito Comunista Italiano           |
| 6  |      | Antonio Taramelli   | 1980    | 1983    |         | Partito Comunista Italiano           |
| 7  |      | Novella Sansoni     | 1983    | 1985    |         | Partito Comunista Italiano           |
| 8  |      | Ezio Riva           | 1985    | 1986    |         | Democrazia Cristiana                 |
| 9  |      | Goffredo Andreini   | 1986    | 1990    |         | Partito Comunista Italiano           |
| 10 |      | Giacomo Properzj    | 1990    | 1992    |         | Partito Repubblicano Italiano        |
| 11 |      | Michele D'Elia      | 1992    | 1992    |         | Partito Liberale Italiano            |
| 12 |      | Goffredo Andreini   | 1992    | 1994    |         | Partito della Rifondazione Comunista |
| 13 |      | Massimo Zanello     | 1994    | 1995    |         | Lega Nord                            |

### Eletti direttamente dai cittadini (1995-2014)
| N° | Nome | Nome           | Mandato        | Mandato          | Partito | Partito                   | Coalizione | Coalizione          | Elezioni |
| N° | Nome | Nome           | Inizio         | Fine             | Partito | Partito                   | Coalizione | Coalizione          | Elezioni |
| -- | ---- | -------------- | -------------- | ---------------- | ------- | ------------------------- | ---------- | ------------------- | -------- |
| 14 |      | Livio Tamberi  | 8 maggio 1995  | 28 giugno 1999   |         | Partito Popolare Italiano |            | L'Ulivo             | 1995     |
| 15 |      | Ombretta Colli | 28 giugno 1999 | 28 giugno 2004   |         | Forza Italia              |            | Polo per le Libertà | 1999     |
| 16 |      | Filippo Penati | 28 giugno 2004 | 23 giugno 2009   |         | Democratici di Sinistra   |            | L'Unione            | 2004     |
| 17 |      | Guido Podestà  | 23 giugno 2009 | 31 dicembre 2014 |         | Il Popolo della Libertà   |            | Centro-destra       | 2009     |